# Predicado (lógica matemática)
Em matemática, um predicado é normalmente entendido como uma função booleana P: X→ {verdadeiro, falso}, chamada de predicado em X. Entretanto, predicados possuem vários usos e interpretações diferentes em matemática e lógica, e sua definição precisa, significado e uso variam de teoria para teoria. Então, por exemplo, quando uma teoria define o conceito de uma relação, um predicado é simplesmente a função característica ou a função indicadora de uma relação. Entretanto, nem todas as teorias possuem relações, ou são fundadas na teoria dos conjuntos, então é preciso ter cuidado com a definição e interpretação semântica corretas de um predicado.

## Visão simplificada
Informalmente, um predicado é uma declaração que deve ser verdadeira ou falsa dependendo do valor de suas variáveis. Pode ser pensado com um operador ou função que retorna um valor que é verdadeiro ou falso. Por exemplo, quando trabalhamos com conjuntos, às vezes é inconveniente ou impossível descrevê-lo listando todos os seus elemento. Então, um predicado P(x) vai ser verdadeiro ou falso, dependendo se x pertence ao conjunto.
Predicados são normalmente utilizados para falar sobre propriedades de objetos, definindo o conjunto de todos os objetos que possuem certa propriedade em comum. Então, por exemplo, quando P é um predicado em X, é possível dizer que P é uma propriedade de X. De maneira similar, a notação P(x) é usada para denotar uma sentença ou declaração P acerca de um objeto variável x. O conjunto definido por P(x) é escrito como {x | P(x)}, e é apenas uma coleção de todos os objetos para qual P é verdade.
Por exemplo, {x | x é um inteiro positivo menor que 4} é o conjunto {1,2,3}.
Se t é um elemento do conjunto {x | P(x)}, então a declaração P(t) é verdade.
Aqui, P(x) é chamado de predicado, e x de sujeito da proposição. Às vezes, P(x) é também chamado de uma função proposicional, visto que cada x produz uma proposição.

## Definição formal
A interpretação semântica precisa de uma fórmula atômica e de uma sentença atômica vai variar de teoria para teoria.
- Na lógica proposicional, fórmulas atômicas são chamadas de  variáveis proposicionais. São os predicados de aridade nula (0-ária).
- Na lógica de primeira ordem, uma fórmula atômica consiste de um símbolo de predicado aplicado a um número apropriado de termos.
- Na teoria dos conjuntos, predicados são entendidos como funções indicadoras, i.e., funções de um elemento do conjunto para um valor verdade. Notação construtora de conjuntos faz uso de predicados para definir conjuntos.
- Em lógica difusa, predicados são as funções características de uma distribuição de probabilidade, i.e., a verificação apenas entre verdadeiro/falso de um predicado é substituída por uma quantidade interpretada pelo grau de verdade.
- Na lógica auto-epistêmica, que rejeita a regra do terceiro excluído, predicados podem ser verdadeiros, falsos, ou apenas desconhecidos, i.e. uma dada coleção de fatos pode ser insuficiente para determinar a verdade ou a falsidade de um predicado.